# Windmühlberg (Großhennersdorf)
Der Windmühlberg ist ein 343 m ü. NHN hoher Berg ca. 230 m östlich Großhennersdorfs im Landkreis Görlitz in Sachsen. Er hat seinen Namen von der Pfeifer-Windmühle die Anfang der 1770er Jahre dort von Johann Pfeifer errichtet wurde. Davor hieß der Berg Lerchenberg.

## Ehemalige Mühle
Die Windmühle wurde 1771–72 auf dem Gipfel von Johann Christian Pfeifer errichtet. Die folgenden 170 Jahre wurde die Mühle von den umliegenden Bauern genutzt, um Mehl zu mahlen. Die sowjetische Armee zerstörte 1945 neben anderen Gebäuden auch die alte Mühle, da sich im Krieg auf dem Berg ein Beobachtungsposten befand. Nach dem Zweiten Weltkrieg wurde eine neue 15 m hohe Mühle errichtet, es fehlten nur noch die Maschinen. Bei einem Sturm am 24. Dezember 1963 kippte jedoch das Mühlengebäude um und wurde abgebrochen.
Es steht ein Einfamilienhaus auf dem Gipfel. Am Südhang gibt es bewaldete Reste eines Steinbruches. Heute bietet sich eine schöne Aussicht vom Windmühlberg.